# Alcidion
Alcidion (лат.)— род усачей из подсемейства ламиин.

## Описание
Тело широкое и выпуклое. Лоб умеренно выпуклый. Длина усиков равна длине тела или в полтора раза длиннее его. Надкрылья с маленькими, тупыми латеральными бугорками за серединой. Задняя часть каждого из надкрылий несёт шип. Бёдра булавовидные.

## Классификация
В составе рода 17 видов:
- Alcidion aestimabile (Melzer, 1934)
- Alcidion albosparsum (Melzer, 1934)
- Alcidion alienum (Melzer, 1932)
- Alcidion apicale (Bates, 1864)
- Alcidion chryseis (Bates, 1864)
- Alcidion dominicum (Fisher, 1926)
- Alcidion humeralis (Perty, 1832)
- Alcidion inornatum Monné & Monné, 2007
- Alcidion ludicrum (Germar, 1824)
- Alcidion partitum (White, 1855)
- Alcidion puchnerorum Schmid, 2015
- Alcidion quadriguttatum (Aurivillius, 1920)
- Alcidion ramulorum (Bates, 1864)
- Alcidion sannio (Germar, 1824)
- Alcidion sulphurifer (White, 1855)
- Alcidion umbraticum (Jacquelin du Val, 1857)
- Alcidion unicolor (Fisher, 1932)

## Распространение
- Встречаются в Северной и Южной Америке[2]